# Ben Cohen (Unternehmer)

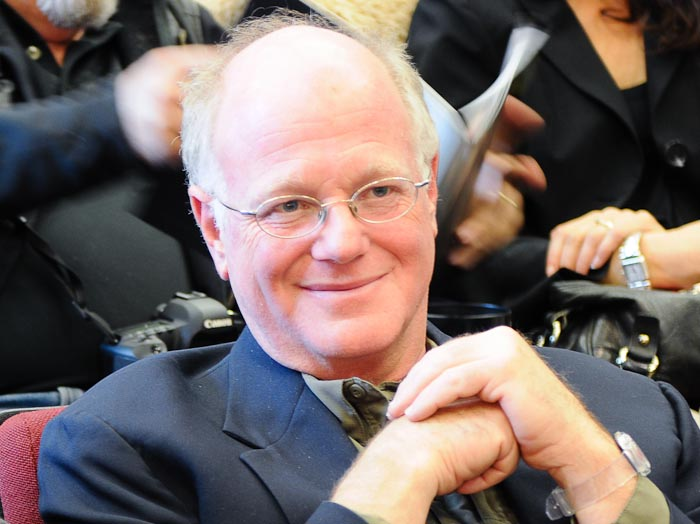
Ben Cohen, 2010

Bennett „Ben“ Cohen (* 18. März 1951 in Brooklyn, New York) ist ein US-amerikanischer Unternehmer. Cohen gründete zusammen mit Jerry Greenfield die US-amerikanische Speiseeisfirma Ben & Jerry’s.

## Leben
Ben Cohen wuchs in einer jüdischen Familie in Merrick auf, einem Küstenort auf Long Island auf, wo er zusammen mit seinem späteren Geschäftspartner Jerry Greenfield die High School besuchte. Obwohl er kein besonders guter Schüler war, bewarb er sich nach dem High-School-Abschluss 1969 an der Colgate University, um eine Aufschiebung seines Wehrdienstes während des Vietnam-Kriegs zu erreichen. Nachdem seine Einberufung zum Wehrdienst unwahrscheinlich geworden war, sah er keine Notwendigkeit mehr, sein Studium anzutreten. Er jobbte stattdessen als Eisverkäufer bei „Pied Piper“ in Merrick. 1971 zog er nach Skidmore, wo er Töpfereikurse belegte und nebenbei als Eisverkäufer und Reinigungskraft arbeitete. Anschließend ging er zurück nach New York und wurde Taxifahrer. 1974 bewarb er sich in den Adirondack Mountains bei einer Privatschule für schwer erziehbare Kinder als Lehrer für Handwerken. Dort war er bis 1977 beschäftigt, als er sich entschloss, zusammen mit Jerry Greenfield ein Geschäft zu eröffnen. Am praktikabelsten erschien ihnen eine Eisdiele, da beide bereits als Eisverkäufer gearbeitet hatten. Er nahm mit seinem Partner an einem Korrespondenzkurs zur Speiseeisherstellung teil und eröffnete mit ihm im Mai 1978 den Ben & Jerry’s Homemade Ice Cream Parlor in Burlington, Vermont. Da sie nur 12.000 US-Dollar Kapital zur Verfügung hatten, renovierten sie die ehemalige Tankstelle selbst.
Als das Unternehmen im August 2000 von dem anglo-niederländischen Konzern Unilever übernommen wurde, erhielt er für seinen Anteil 41 Millionen US-Dollar.  Seither kümmert er sich vorwiegend um die sozialen Projekte seiner Ben & Jerry’s Foundation. Er gründete mehrere Vereine wie TrueMajority, der sich für eine Änderung der Struktur der US-amerikanischen Regierung einsetzt, oder Business Leaders for Sensible Priorities. Dieser Verein propagiert die Kürzung des US-Militärhaushalts um 15 %.
Im US-Wahlkampf 2016 unterstützen er und Greenfield den Kandidaten Bernie Sanders. Sanders war von 1981 bis 1989 Bürgermeister in Burlington, wo Cohen und Greenfield ihre erste Eisdiele eröffneten. Im Juli 2023 beteiligte sich Cohen an Protesten vor dem US Department of Justice für die Freilassung von Julian Assange, woraufhin er etwa drei Stunden in Polizeigewahrsam genommen wurde.
Cohen selbst leidet unter Anosmie, also einem Verlust seines Geschmackssinns bzw. teilweisen Verlust des Geruchssinns.  Dies wurde bei der Entwicklung der Eiscreme beachtet, da er durch die Beimischung von immer mehr festen Bestandteilen (wie Kekse oder Schokostücke) die Textur der Eiscremes besser wahrnehmen konnte. Dadurch entstand jedoch zufällig die für die Eiscreme typische Konsistenz.